# Nguyễn Tuấn Anh (Hà Nội)
Nguyễn Tuấn Anh (sinh ngày 23 tháng 8 năm 1964) là một chính trị gia người Việt Nam. Ông hiện là đại biểu Quốc hội Việt Nam khóa XIV nhiệm kì 2016-2021, thuộc đoàn đại biểu quốc hội tỉnh Bình Phước, Phó Trưởng ban Công tác đại biểu thuộc Ủy ban thường vụ Quốc hội, Chủ tịch Nhóm Nghị sĩ hữu nghị Việt Nam - Venezuela (đại biểu chuyên trách Trung ương). Ông lần đầu trúng cử đại biểu Quốc hội năm 2016 ở đơn vị bầu cử số 1, tỉnh Bình Phước gồm có thị xã Bình Long và các huyện Bù Đốp, Bù Gia Mập, Chơn Thành, Hớn Quản, Lộc Ninh.

## Xuất thân
Nguyễn Tuấn Anh sinh ngày 23 tháng 8 năm 1964 quê quán ở xã Tam Hiệp, huyện Thanh Trì, TP Hà Nội. Ông hiện cư trú ở phố Tôn Đức Thắng, phường Hàng Bột, quận Đống Đa, thành phố Hà Nội.

## Giáo dục
- Giáo dục phổ thông: 10/10
- Cử nhân Luật
- Thạc sĩ Luật
- Cao cấp lí luận chính trị

## Sự nghiệp
Ông gia nhập Đảng Cộng sản Việt Nam vào ngày 16/10/1987.
Khi lần đầu ứng cử đại biểu Quốc hội Việt Nam khóa XIV vào tháng 5 năm 2016 ông đang là ủy viên Thường vụ Đảng ủy cơ quan Văn phòng Quốc hội Việt Nam, Phó Trưởng ban Ban Tổ chức Đảng ủy cơ quan Văn phòng Quốc hội, Phó Trưởng Ban Công tác đại biểu thuộc Ủy ban thường vụ Quốc hội, làm việc ở Ban Công tác đại biểu thuộc Ủy ban thường vụ Quốc hội.
Ông đã trúng cử đại biểu quốc hội năm 2016 ở đơn vị bầu cử số 1, tỉnh Bình Phước gồm có thị xã Bình Long và các huyện Bù Đốp, Bù Gia Mập, Chơn Thành, Hớn Quản, Lộc Ninh, được 288.657 phiếu, đạt tỷ lệ 80,29% số phiếu hợp lệ.
Ông hiện là Phó Trưởng ban Công tác đại biểu thuộc Ủy ban thường vụ Quốc hội, Ủy viên Ban Thường vụ Đảng ủy, Phó Trưởng ban Ban Tổ chức Đảng ủy cơ quan Văn phòng Quốc hội, Chủ tịch Nhóm Nghị sĩ hữu nghị Việt Nam - Venezuela (đại biểu chuyên trách trung ương).
Ông đang làm việc ở Ban Công tác đại biểu thuộc Ủy ban thường vụ Quốc hội.